# Kazalište u 1972.
◄◄ | ◄ | 1969. | 1970. | 1971. | 1972.  | 1973. | 1974. | 1975. | ► | ►►
Arhitektura • Astronautika • Astronomija • Biologija • Film • Fotografija • Glazba • Kazalište • Kemija • Kiparstvo • Knjige • Književnost • Kršćanstvo • Meteorologija • Medicina • Planinarstvo • Politika • Pravo • Promet • Slikarstvo • Strip • Šport • Televizija • Znanost • Zrakoplovstvo • Željeznički promet
Kazalište u 1972.

## Hrvatska i u Hrvata

### Rođenja
- 9. travnja − Linda Begonja, hrvatska kazališna, televizijska i filmska glumica

## Vanjske poveznice
|  | Zajednički poslužitelj ima još gradiva o temi Kazalište u 1972. |